# Точки (игра)
Точки — настольная игра на тетрадном листе в клетку. Два игрока по очереди ставят шариковыми ручками двух разных цветов точки на пересечениях линий, с целью оградить как можно больше точек противника.

## Название
Существуют также альтернативные наименования, появлявшиеся в разное время и не получившие широкого признания: «феодалы», «города», «фазенда». Что касается названий, принятых в других странах, то, например, английское «dots» и польское «kropki» означают те же самые «точки». А вот чешское название этой игры звучит как  «židi», и переводится как «евреи».

## История
Предпосылки для появления и широкого распространения точек сложились в середине 70-х годов XX века на фоне роста популярности го в Советском Союзе. С августа 1975 по июль 1976 года в журнале «Наука и жизнь» публиковались статьи Валерия Асташкина и Георгия Нилова под общим названием «Школа го», нашедшие широкий отклик среди читателей. Во многих городах страны появились клубы любителей го, начали проводиться турниры. Объективные трудности, связанные с отсутствием специфического инвентаря, а также субъективные факторы, касающиеся сложности и неоднозначности некоторых правил го с точки зрения воспитанных на шахматной логике европейцев, привели к появлению точек как адаптации го к игре на бумаге. Данный процесс проходил стихийно и не имел единого центра, что подтверждается обилием вариаций новой игры и практически одномоментным её широким распространением. В процессе первоначальной адаптации и последующей самостоятельной эволюции игры сформировались специфические правила и приёмы, серьёзно отличающиеся от исходных, поэтому говорить о тождественности точек и го в настоящее время уже не приходится.
Наиболее распространены точки в России, Украине, Белоруссии, Казахстане. Известны, но не так популярны в других бывших советских республиках. Относительно многочисленное и устойчивое сообщество игроков сформировалось в Польше. Некоторое время игра культивировалась в Чехии. Кроме того, немало игроков представляют страны, в которых имеются большие диаспоры выходцев из СССР, России и других постсоветских государств (Германия, США, Израиль).

## Правила

### Инвентарь
Для игры в точки необходимы лист бумаги в клетку (например, из обычной школьной тетради) и шариковые ручки (карандаши, фломастеры) двух цветов. Можно играть и одним цветом, но тогда соперникам придётся ставить «точки» разной формы (в виде звёзд, крестов и так далее).

### Основные правила

#### Игровое поле, точки
Игра ведётся на клетчатом поле. Игроки поочерёдно ходят в точки пересечения клеток. Пункт, в который поставлена точка, остаётся занятым до конца игры, перемещать ранее поставленные точки или снимать их с поля нельзя. Все пункты на поле равнозначны. Край поля является ограничивающим фактором, непосредственного участия в игровом процессе не принимает. Размер поля определяется количеством пунктов по вертикали и горизонтали и может меняться в широких пределах. Традиционным считается поле размером 39 пунктов по горизонтали и 32 по вертикали (размер стандартного тетрадного листа).

#### Окружение

Схематичное начало игры и окружение

Целью игры является окружение точек соперника. Окружение — это создание на определённом участке игрового поля области, замкнутой внутри непрерывной непересекающейся цепи точек одного цвета, отстоящих друг от друга не более, чем на одну клетку по горизонтали, вертикали или диагонали. При этом в данной области в момент замыкания обязательно должны находиться точки другого цвета (одна или более). В таком случае область закрашивается в цвет создавших окружение точек, а точки соперника внутри неё выключаются из дальнейшей игры, считаясь захваченными, и идут в зачёт окружившему.
Области окружения могут окружаться так же, как и отдельные точки. При этом, если первый игрок окружил область окружения второго, то точки первого игрока, находившиеся в области окружения второго, освобождаются и в зачёт второму игроку уже не идут.
Если замыкается область, внутри которой нет точек соперника, она называется «домиком» и не является окружением. Такая область не закрашивается, а в пустые пункты внутри неё можно ставить точки. Причём точки того же цвета, что и домик, можно ставить до тех пор, пока не закончатся пустые пункты. Если же в домик будет поставлена точка другого цвета, то в момент передачи хода область будет закрашена, а поставленная точка, соответственно, окружена. Исключением является тот случай, когда точка, поставленная в домик другого цвета, этим же ходом одновременно замыкает непрерывную цепь своего цвета, образуя окружение. Тогда она не окружается, а сама окружает часть домика.
При наличии альтернативных ответвлений замыкающейся цепи, через которые также можно провести линию окружения, всегда выбирается цепь минимальной протяжённости.

#### Стартовая позиция
Игра может начинаться с пустого поля или с начального скреста. В первом случае точек на поле нет, и оба игрока делают ходы в любые пункты (иногда место для постановки первой точки каждого игрока ограничивают некоторой областью вокруг центра поля). Во втором случае игроки начинают партию со стартовой фигуры — скреста, который состоит из равного количества точек обоих цветов. Скресты бывают разной формы и обычно располагаются в центре поля.

#### Подсчёт очков
По окончании игры производится подсчёт окружённых точек. Победителем считается игрок, захвативший хотя бы на одну точку больше, чем соперник. При равенстве по этому показателю объявляется ничья.

### Дополнительные правила

#### Заземление
Заземление — это ситуация, при которой один из игроков, получив перевес по количеству окружённых точек, расположил свои точки (группы точек) таким образом и в такой конфигурации, что их стало невозможно окружить даже теоретически из-за ограниченного размера поля. В этот момент он получает право прекратить игру и досрочно стать победителем.

#### Немедленный выигрыш
До игры может быть установлен перевес по точкам, при достижении которого одним из соперников партия завершается его победой.

#### Игровое время
При игре на бумаге время на партию, как правило, не ограничивается. В компьютерных реализациях точек применяются различные системы отсчёта, устанавливающие общий запас времени и время на ход.

### Вариации правил

#### Игра на территорию
Наиболее популярна в Польше, поэтому данную разновидность точек иногда называют игрой по «польским» правилам, противопоставляя их правилам «русским». Отличия связаны с механизмом окружения и способом досрочного завершения игры. Во-первых, замкнув цепь окружения, игрок получает выбор: либо немедленно закрасить получившуюся область окружения, либо отложить закрашивание. Во-вторых, для досрочного завершения игры необходимо обоюдное согласие игроков, и заключается оно не в заземлении, а в подсчёте очков. Причём при подсчёте учитывается не только количество окружённых точек соперника, но и количество пустых пунктов, находящихся в домиках и сохранённых до подсчёта отложенных окружениях (1 очко за точку и 0,5 очка за пункт). Если кто-то из игроков не согласен на подсчёт, игра ведётся до заполнения поля.

#### Игра с дополнительным ходом
В игре с дополнительным ходом игрок, окруживший одну или несколько точек соперника, получает право сразу после этого окружения сделать ход вне очереди.

#### Произвольное окружение
Существует вариант правил, в котором при наличии нескольких равнозначных траекторий цепи окружения игрок может выбрать любую, включая ту, протяжённость которой максимальна.

#### Домики
Домики при замыкании цепи могут закрашиваться так же, как и области окружения, при этом пространство поля внутри них выключается из игры.

#### Подсчёт очков
Имеется разновидность игры, при которой единожды окружённые точки соперника идут в зачёт игроку даже в том случае, если соответствующая область окружения была затем окружена соперником.

#### Командная игра
Вариант, при котором за одну сторону может играть два и более игрока. Ходы чередуются как между сторонами, так и между игроками одной стороны. Предполагается, что игроки, играющие за одну сторону, не могут советоваться друг с другом.

## Точки как организованный вид спорта

### Организации
Единственной общественной организацией, которая в настоящее время[уточнить] занимается развитием и популяризацией точек, является Севастопольский клуб спортивных точек (СКСТ).

### Соревнования
С 2002 года очные и заочные любительские соревнования по точкам периодически проводились неформальными объединениями игроков из стран бывшего СССР и Польши.
С 2017 года существует включающая в себя очные и заочные турниры система любительских соревнований, проводимых при методической поддержке СКСТ. Турниры проводятся в соответствии с установленными Клубом стандартами и правилами, участие в них принимают игроки из России, Украины, Белоруссии, Молдавии, Грузии, Польши.